# Hachiōji

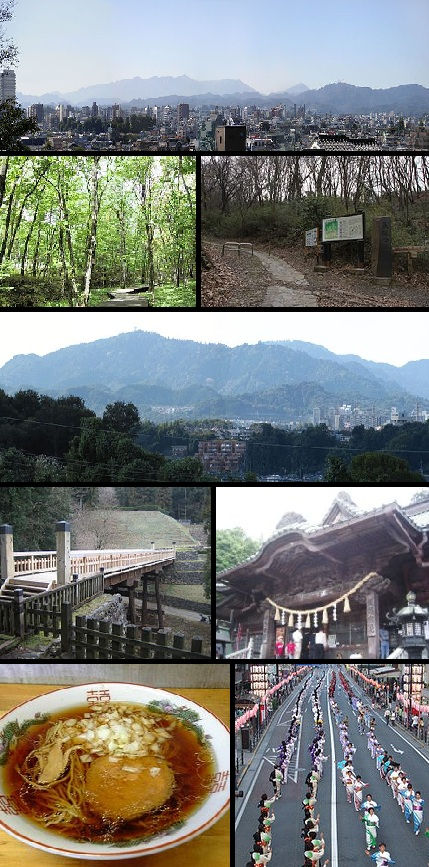
Hachiōji

Hachiōji (japanska: 八王子市?, Hachiōji-shi) är en stad i västra delen av Tokyo prefektur i Japan. 
Hachiōji har sedan 2015 status som kärnstad (japanska: 中核市?, Chūkakushi) enligt lagen om lokalt självstyre.
Hachiōji ligger ca 40 kilometer väster om Tokyo, vid kanten av Okutama-bergen. Staden är främst en bostadsort för personer som arbetar i Tokyo, 
men det finns även ett antal universitet i staden.